# Robin Walter
Ne doit pas être confondu avec Robin Walker.
Pour les articles homonymes, voir Walter.
 (novembre 2018).
Robin Walter est un auteur de bande dessinée français, né en 1979 à Paris.

## Biographie

### Jeunesse et formation
Né à Paris en 1979, Robin Walter raconte des histoires dès son enfance en utilisant les codes de la bande dessinée : il crée ses premières bandes dessinées pour son petit frère, imitant ses héros de l'époque tels que Dragon Ball, Les Chevaliers du Zodiaque, etc.
Pour entamer le métier de la bande dessinée, autodidacte, il prend des cours à l’école professionnelle supérieure d'arts graphiques et d'architecture à Paris pendant deux ans et à l’école européenne supérieure de l'image, un an.

### Carrière
Son grand-père lui raconte sa déportation au camp de concentration de Dora destiné à la fabrication de missiles V2. Robin Walter envisage alors de transmettre ce récit par la bande dessinée. Il accompagne son grand-père et sa famille à ce camp lors de plusieurs voyages organisés par l’association Buchenwald-Dora au début des années 2000. C'est ainsi que voit le premier tome de son diptyque KZ Dora est publié en octobre 2010 aux Éditions Des ronds dans l'O. Suit le second tome en février 2012. Une intégrale étoffée des notes de son grand-père Pierre Walter paraît en 2015.
Robin Walter se lance ensuite dans sa seconde série Prolongations dont le premier tome Passion, sort en juin 2014, toujours aux Éditions Des ronds dans l'O. Prolongations porte sur les coulisses du  football  et sur sa place dans la société. Un univers s’avérant « complètement différent de KZ Dora qui était assez lourd à porter ». Le second tome, Dépendance, sort en février 2015.
En octobre 2017 sort un one shot quasi autobiographique Maria et Salazar, s’inspirant de l’histoire de la femme de ménage de sa famille pendant trente ans et aborde l'immigration portugaise en France et la dictature de Salazar au Portugal.
En octobre 2019, il reçoit le prix du public « Témoignage » pour Maria et Salazar au festival de bande dessinée de Lezoux.

## Publications

### One shot
- Maria et Salazar, Des ronds dans l'O, « Histoire », 2017
Scénario et dessin : Robin Walter -  (ISBN 978-2-374-18042-7)
- Von Braun, Des ronds dans l'O, « Histoire », 2021
Scénario et dessin : Robin Walter -  (ISBN 978-2-374-18101-1)

## Distinction
- Festival de bande dessinée de Lezoux 2019 : Prix du public « Témoignage » pour Maria et Salazar[4]